# Force 136
Force 136 je bilo kodno ime za oddelek britanske Special Operations Executive, ki je bila zadolžena za spodbujanje in oskrbovanje odporniških gibanj na področjih, ki jih je zasedel Japonski imperij; včasih pa so pripadniki enote izvajali tudi sabotaže.
Za zvezo z domačini je enota uporabili zahodno-zavezniške častnike (Britance, Američane, Avstralce,...), ki so pred vojno delovali na tem področju (večina npr. na področju gozdarstva, plantaž,...) ter so poznali teren, lokalni jezik, razmere,..., s čimer so lažje delovali v sovražnikovem zaledju.
Enota je bila razpuščena po koncu druge svetovne vojne leta 1946.